# Douglas Vaughan
Pour les articles homonymes, voir Vaughan.
Pas d'image ? Cliquez ici

a Compétitions nationales et continentales officielles uniquement.

b Matchs officiels uniquement.
Douglas Brian Vaughan, né le 15 juillet 1925 à Wrexham (Pays de Galles) et décédé le 19 avril 1977 sur l'île de Man, est un joueur de rugby à XV anglais. Il a joué en équipe d'Angleterre en évoluant au poste de troisième ligne centre.

## Carrière

### En équipe nationale
Il a honoré sa première cape en équipe d'Angleterre le 3 janvier 1948 contre l'équipe d'Australie. Il connaît sa dernière cape le 21 janvier 1950 contre l'équipe du pays de Galles.
Il est le manager de la tournée de l'équipe des Lions britanniques et irlandais de rugby à XV en 1962 en Afrique du Sud.

## Palmarès

### En équipe nationale
- 8 sélections en équipe d'Angleterre de 1948 à 1950
- Sélections par année : 4 en 1948, 3 en 1949, 1 en 1950
- Tournois des Cinq Nations disputés : 1948, 1949, 1950